# Juva
Juva (en suec Juva) és un municipi de Finlàndia que forma part de la regió de Savònia del Sud.

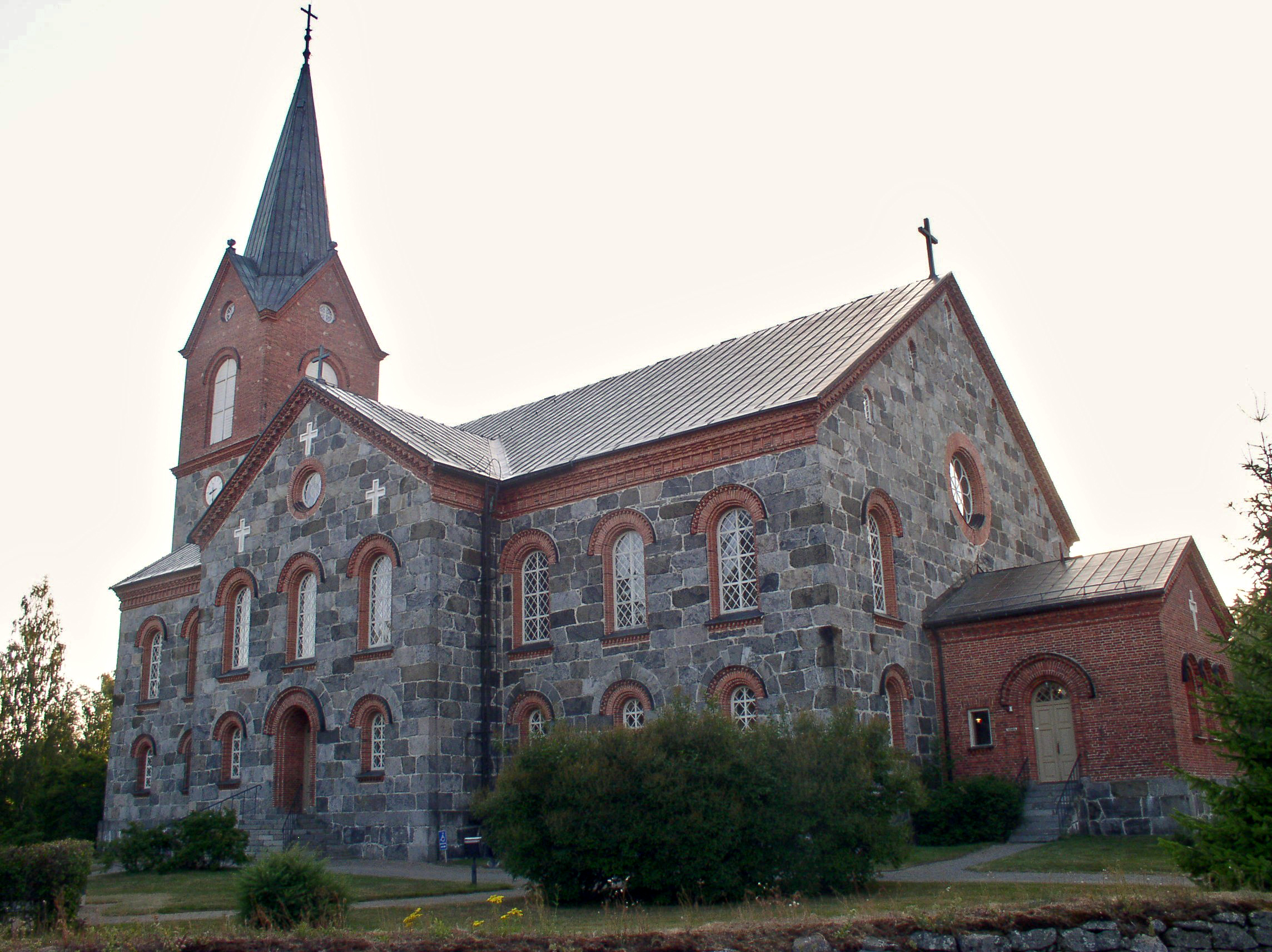
Església de Juva